# HD 154972
HD 154972 eller HR 6373 är en ensam stjärna belägen i den mellersta delen av stjärnbilden Paradisfågeln. Den har en skenbar magnitud av ca 6,23 och är mycket svagt synlig för blotta ögat där ljusföroreningar ej förekommer. Baserat på parallax enligt Gaia Data Release 3 på ca 9,70 mas, beräknas den befinna sig på ett avstånd på ca 336 ljusår (103 parsek) från solen. Den rör sig närmare solen med en heliocentrisk radialhastighet på ca -3 km/s. På det beräknade avståndet är stjärnans magnitud minskad med 0,23 enhet på grund av interstellärt stoft.

## Egenskaper
HD 154972 är en vit till blå stjärna i huvudserien av spektralklass A0 V, Paunzen et al. (2001) listar den som en potentiell Lambda Bootis-stjärna. Den har en massa som är lika med ca 2,56 solmassor, en radie som är ca 2,1 solradier och utsänder energi från dess fotosfär motsvarande ca 42 gånger solen vid en effektiv temperatur av ca 9 800 K. Den har en metallicitet som anger en lätt utarmning på metaller (78 procent av solens underskott).